# Штёр, Эрнст
Эрнст Штёр (нем. Ernst Stöhr; 1 ноября 1860, Санкт-Пёльтен, Нижняя Австрия — 17 июня 1917, Санкт-Пёльтен) — австрийский живописец и график, писатель и музыкант-любитель периода модерна. Один из основателей Венского сецессиона, объединения молодых художников югендстиля.

## Биография
Эрнст Штёр родился в многодетной музыкальной семье. Он был четвёртым из пяти сыновей. Его отец Карл (1825—1909) был мастером по изготовлению скрипок, а его дядя Людвиг Штёр (1836—1902), который жил с его семьей, был учителем музыки, композитором и директором Музыкального общества Санкт-Пёльтена. В детстве Эрнст проявил способности к живописи, поэзии и музыке, но не знал, что из этого выбрать.
В конце концов он выбрал живопись и в 1877 году начал обучение в венской Школе художественных ремёсел (Kunstgewerbeschule). Его таланты сделали его желанным гостем аристократических гостиных. Однако он был недоволен формальным обучением в школе и в 1879 году перешёл в Академию изобразительных искусств, где учился у Карла Рудольфа Хубера и Августа Эйзенменгера.
Недовольный обучением, в 1887 году он покинул академию и много путешествовал между Санкт-Пёльтеном, Мельком и Бохином (Словения), где его кузина Фридерика (Фрици) Тирманн управляла отелем, но, в конце концов, финансовые проблемы заставили его вернуться в Вену. 3 апреля 1897 года вместе с Густавом Климтом, Альфредом Роллером, Коломаном Мозером, Йозефом Хоффманом, Йозефом Марией Ольбрихом, Максом Курцвайлем и другими он стал одним из основателей Венского сецессиона.
На протяжении многих лет он был постоянным автором журнала «Ver Sacrum», официального издания Сецессиона. В 1899 году Штёр стал членом объединения Хагенбунд.
В 1898 году Эрнст Штёр женился на Фридерике и открыл мастерскую в Бохине (Словения). В том же году он спроектировал фасад для дома, который его брат Герман строил в Санкт-Пёльтене (здание сохранилось как «Stöhr-Haus»). Позднее Эрнст Штёр приобрёл собственный печатный станок, чтобы экспериментировать с техниками печатной графики. 12-й выпуск журнала «Ver Sacrum» был полностью оформлен его произведениями. В 1902 году Штёр написал предисловие к каталогу знаменитой «Бетховенской выставке»: XIV выставке «Объединения художников Венского сецессиона», проходившей в 1902 году и посвящённой Людвигу ван Бетховену.
Вскоре после выставки умер его любимый дядя Людвиг, и Эрнст пережил период тяжёлой депрессии. В 1904 году серьёзно заболела его мать, и он вернулся в Санкт-Пёльтен, чтобы помочь ухаживать за ней. После её смерти его отец долго болел и умер в 1909 году. Оба события сопровождались обострением депрессии, что побудило Эрнста Штёра искать утешение в религии и философии.
В 1915 году Италия вступила в Первую мировую войну, в результате чего Бохин, где он тогда находился, оказался в зоне военных действий. Рисунки и картины Штёра, всегда меланхоличные, стали отражать его растущее отчаяние; в основном они касались тем безнадёжных ситуаций и смерти. Его произведения последнего периода дали основание историкам искусства считать Штёра одним из важных представителей австрийского символизма.
В начале 1917 года художника доставили в госпиталь в Тульне-на-Дунае, но через несколько недель его выписали. После освобождения он вернулся в Санкт-Пёльтен, отправился в семейный дом и повесился на кухне.

## Галерея
- Пейзаж у озера Бохин. Ок. 1917. Холст, масло. Частное собрание
- Лунная ночь. Журнал «Die Kunst» (1906)
- Лето. Журнал «Die Kunst» (1906)
- Двое. До 1917. Частное собрание
- Урок. 1899
- Лежащая обнаженная у окна. 1905
- Старик. 1895
- Вот, Иисус держит руку! 1914. Холст, масло. Австрийская галерея Бельведер, Вена
- Муки совести. 1897
- Вампир. Бумага, чернила. «Ver Sacrum», 1899